# Zarī Barān
Zarī Barān (persiska: زَريوَران, Zarīvarān, زری بران) är en ort i Iran.   Den ligger i provinsen Mazandaran, i den norra delen av landet, 130 km nordost om huvudstaden Teheran. Zarī Barān ligger 98 meter över havet och antalet invånare är 296.
Terrängen runt Zarī Barān är platt norrut, men söderut är den kuperad. Terrängen runt Zarī Barān sluttar norrut. Runt Zarī Barān är det ganska tätbefolkat, med 192 invånare per kvadratkilometer. Närmaste större samhälle är Aḩmad Kolā, 0,94 km norr om Zarī Barān. I omgivningarna runt Zarī Barān växer huvudsakligen savannskog.